# Fergal O’Hanlon

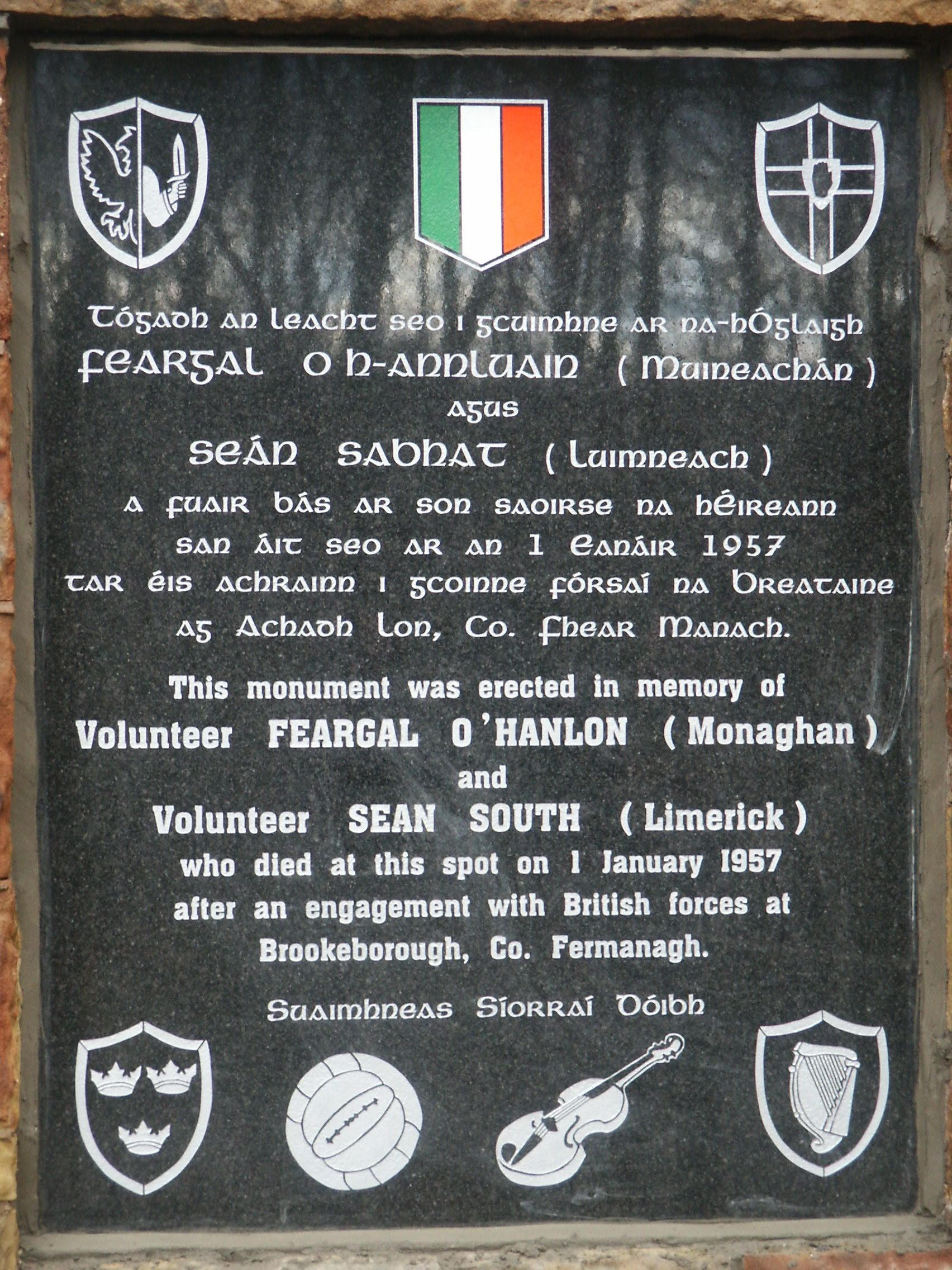
Denkmal am Sterbeort von Fergal O’Hanlon und Seán South.

Fergal O’Hanlon (irisch: Feargal Ó hAnnluain; * 2. Februar 1936 in Ballybay, County Monaghan; † 1. Januar 1957 in Altawark bei Brookeborough, County Fermanagh) war ein Mitglied der Irish Republican Army (IRA).
O’Hanlon wurde 1936 im County Monaghan nahe der Grenze zu Nordirland geboren und trat der IRA bereits sehr früh bei. Im Zuge der Border Campaign verübten er und weitere Mitglieder der IRA, unter ihnen auch Seán South und Seán Garland, einen Anschlag auf einen Stützpunkt der Royal Ulster Constabulary (RUC) in Brookeborough. Die Operation misslang jedoch und sowohl O’Hanlon als auch Seán South wurden im folgenden Schusswechsel mit Polizisten der RUC schwer verletzt. Das IRA-Kommando floh mit einem Lastwagen Richtung der Grenze zur Republik Irland. Noch auf nordirischem Gebiet wurden O’Hanlon und South in einem Kuhstall zurückgelassen; die anderen IRA-Mitglieder konnten die Grenze zu Fuß überqueren. O’Hanlon und South starben in dem Stall, der kurz zuvor von RUC-Polizisten mit Maschinengewehren beschossen worden war. Die tatsächliche Todesursache O’Hanlons ist unsicher; als wahrscheinlich gilt, dass seine bereits in Brookeborough zugezogenen Verletzungen tödlich waren.
O’Hanlon wurde unter großer öffentlicher Anteilnahme in Monaghan in der Republik Irland beigesetzt. Das Lied The Patriot’s Game von Dominic Behan ist an den Tod O’Hanlons angelehnt.